# کلیسای جامع کوتور
کلیسای جامع سِیْنت تریفون شهره به کلیسای جامع کوتور در کوتور مونته‌نگرو واقع است. این بنا یکی از دو کلیسای جامع کاتولیک رومی در مونته‌نگرو است و این محل مقر اسقف کاتولیک رومی کوتور است که کل خلیج کوتور و شهرداری بودوا را در بر می‌گیرد.

## مکان و نام
این بنای مذهبی در شهر کوتور، یکی از بهترین و زیباترین شهرهای مستحکم قرون وسطایی در دریای مدیترانه قرار دارد. این بنا به افتخار سینت تریفون حامی و محافظ شهر، در همان مکانی که یک کلیسای قدیمی‌تر از مدت‌ها قبل وجود داشت، ساخته شد. آن کلیسای قبلی در سال ۸۰۹ توسط آندراچیو ساراسینیس، شهروند کوتور ساخته شد، جایی که بقایای تریفون پس از آوردن از قسطنطنیه (که اکنون به نام استانبول نیز شناخته می‌شود) در آنجا نگهداری می‌شد.

## پیشینه
کلیسای جامع در ۱۹ ژوئن ۱۱۶۶ تقدیس شد در مقایسه با سایر ساختمان‌ها، کلیسای جامع کوتور یکی از بزرگ‌ترین و پرآذین‌ترین ساختمان‌های کوتور است. کلیسای جامع پس از زلزله ۱۶۶۷ دوبرونیک آسیب جدی دید و بازسازی شد، اما بودجه کافی برای بازسازی کامل آن وجود نداشت.
زمین‌لرزه ۱۹۷۹ مونته‌نگرو، که به‌طور کامل سواحل مونته‌نگرو را ویران کرد، به کلیسای جامع آسیب زیادی وارد کرد. هنوز ترمیم دقیق بخش‌هایی از فضای داخلی آن تکمیل نشده‌است.
معماری رمانسک، شامل مجموعه‌ای غنی از مصنوعات است. قدیمی‌تر از بسیاری از کلیساها و کلیساهای معروف در اروپا، این کلیسا دارای گنجینه‌ای با ارزش است. در داخل آن نقاشی‌های فرسکو متعلق به قرن چهاردهم، زیورآلات سنگی بالای محراب اصلی که زندگی سینت تریفون در آن به تصویر کشیده شده‌است، و همچنین نقش برجسته‌ای از قدیسان با طلا و نقره وجود دارد.
مجموعه اشیاء هنری شامل یک دست نقره‌ای و یک صلیب است که با تزیینات و نقش‌های برجسته تزئین شده‌است. این تنها بخشی از اشیای ارزشمند گنجینه این بنای مقدس منحصر به فرد است که در گذشته تالار شهر بوده‌است. امروزه این مکان شناخته شده‌ترین جاذبه توریستی در کوتور و نماد شهر است: قدیس در نشان شهر به همراه یک شیر و کوه سن جیووانی به تصویر کشیده شده‌است.

## نگارخانه

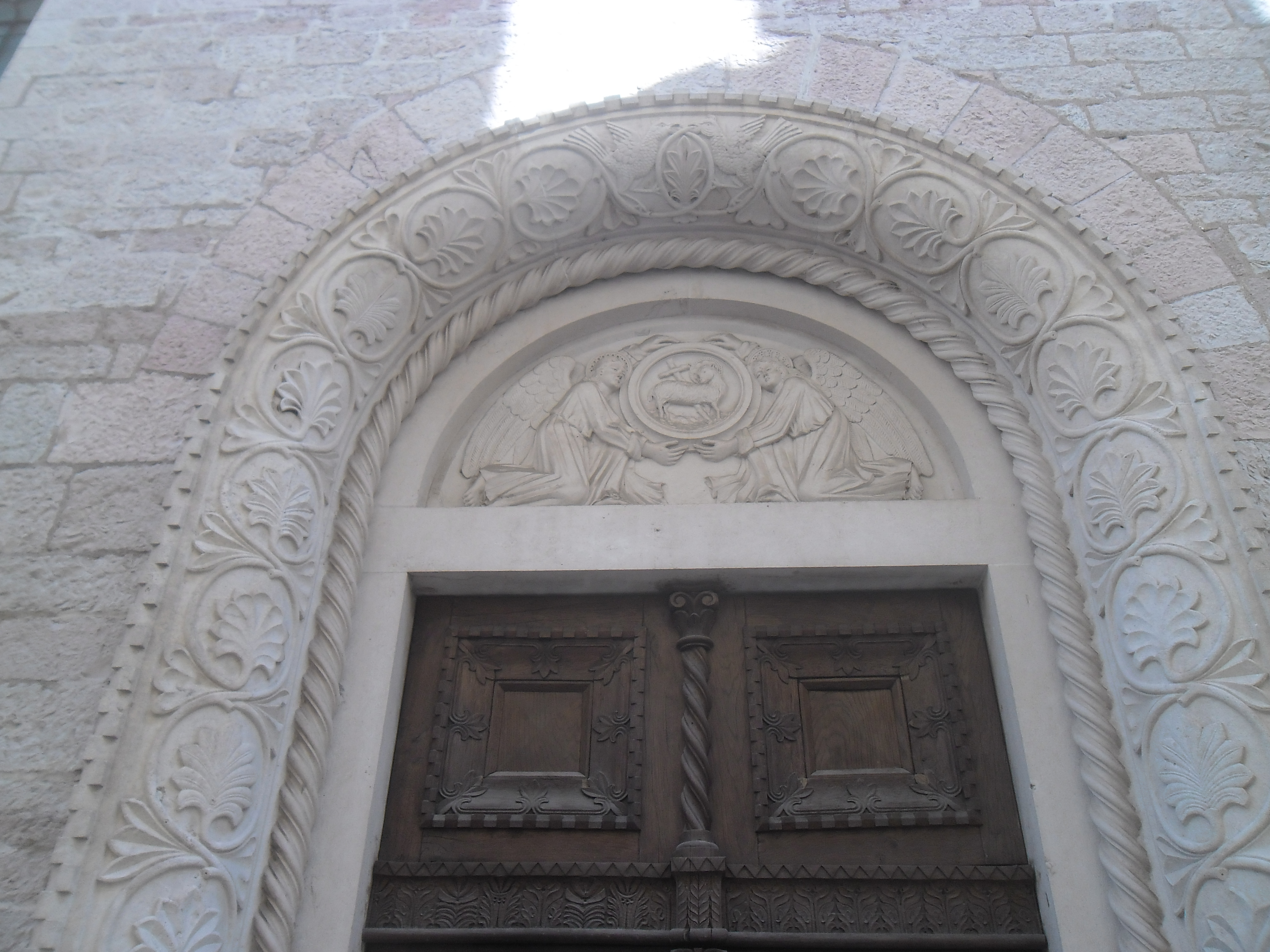
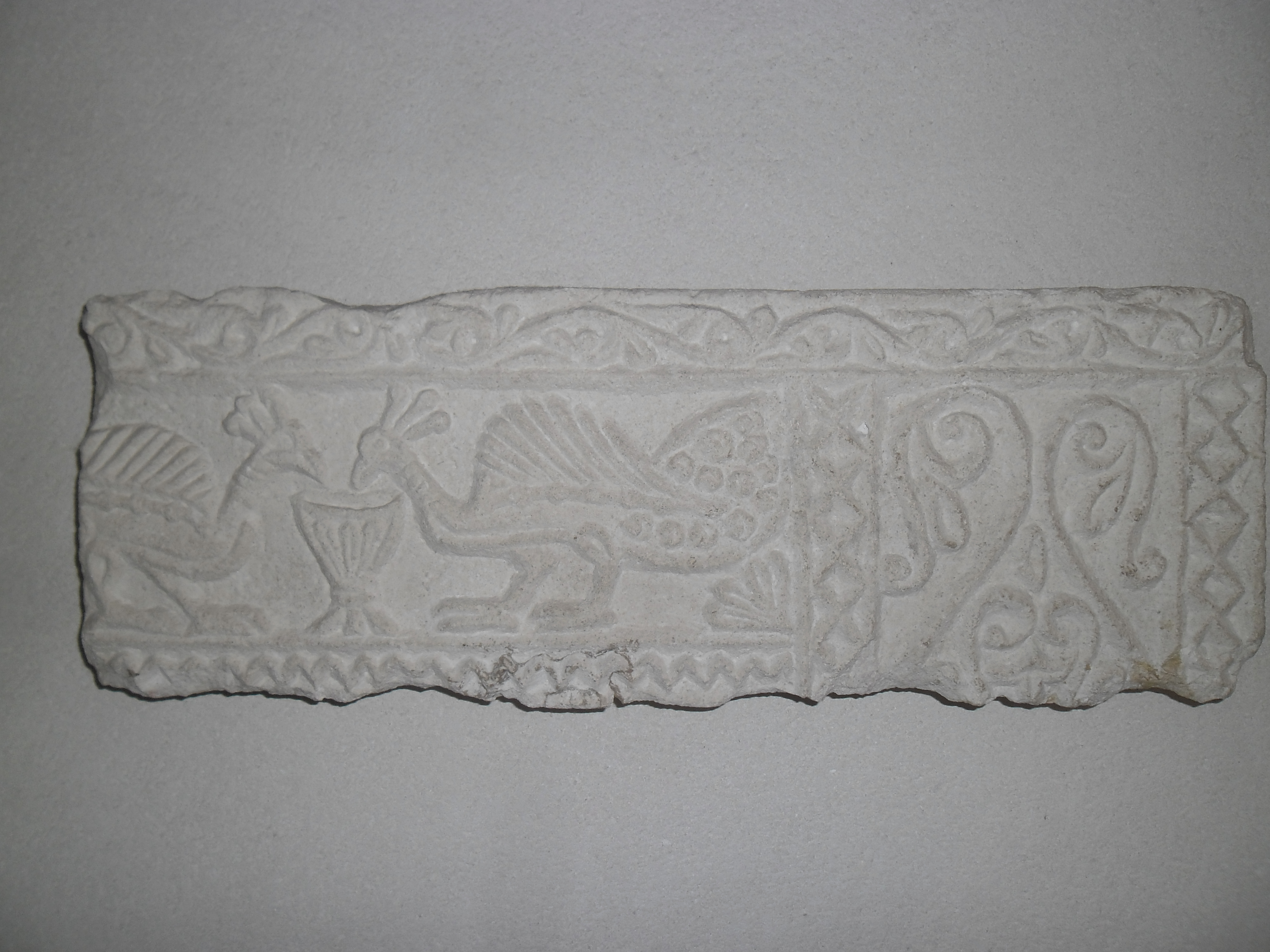
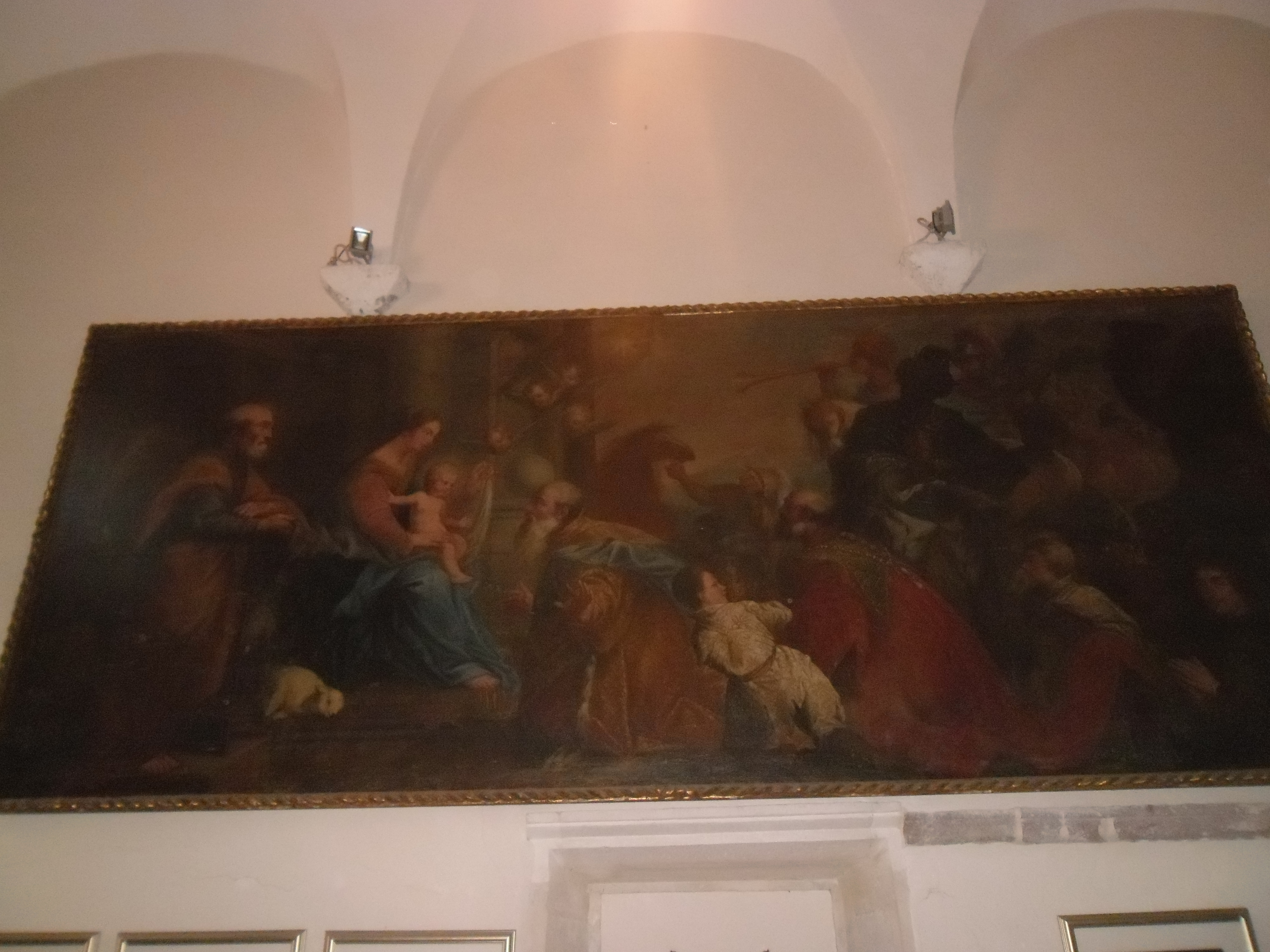
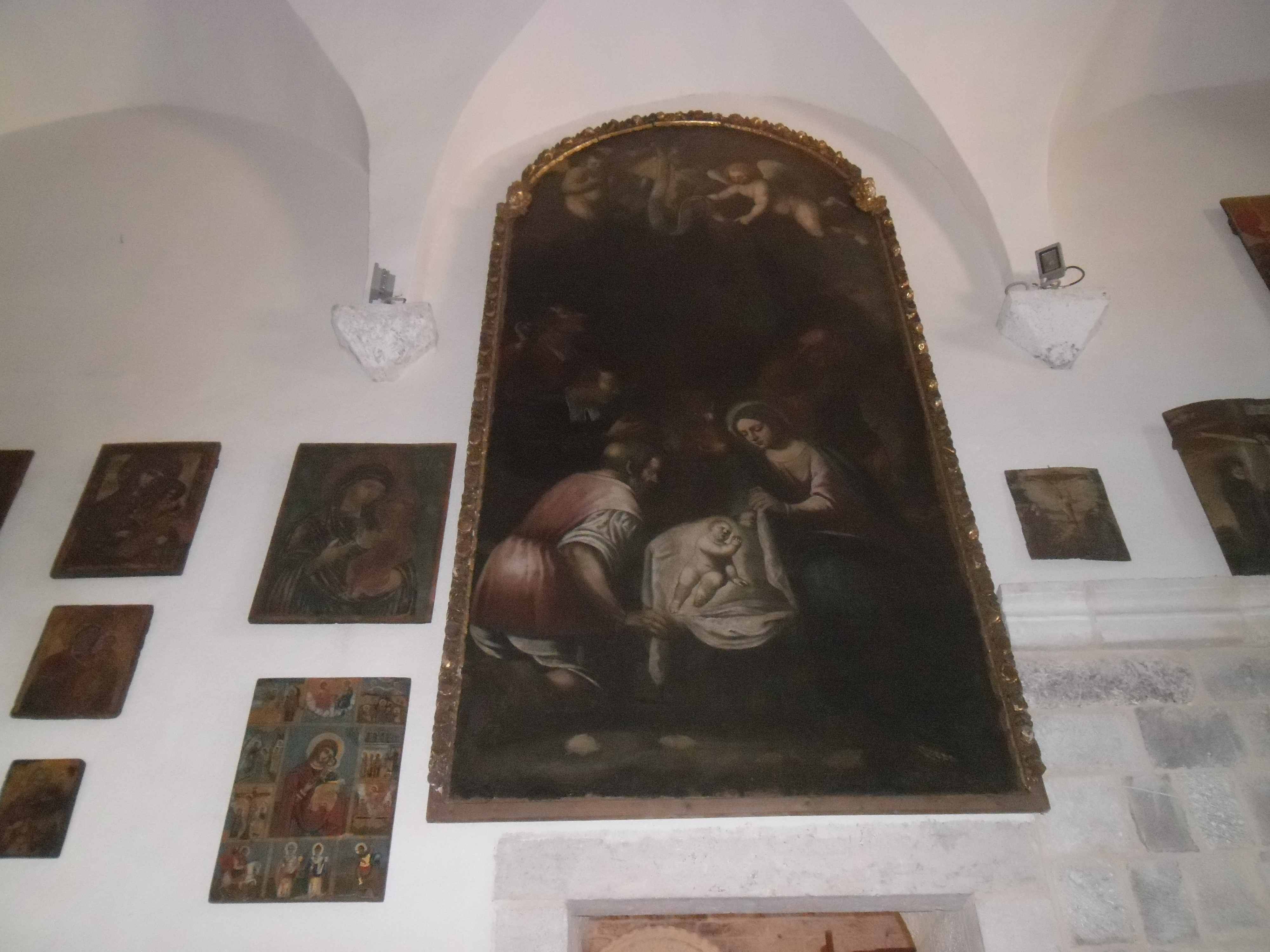
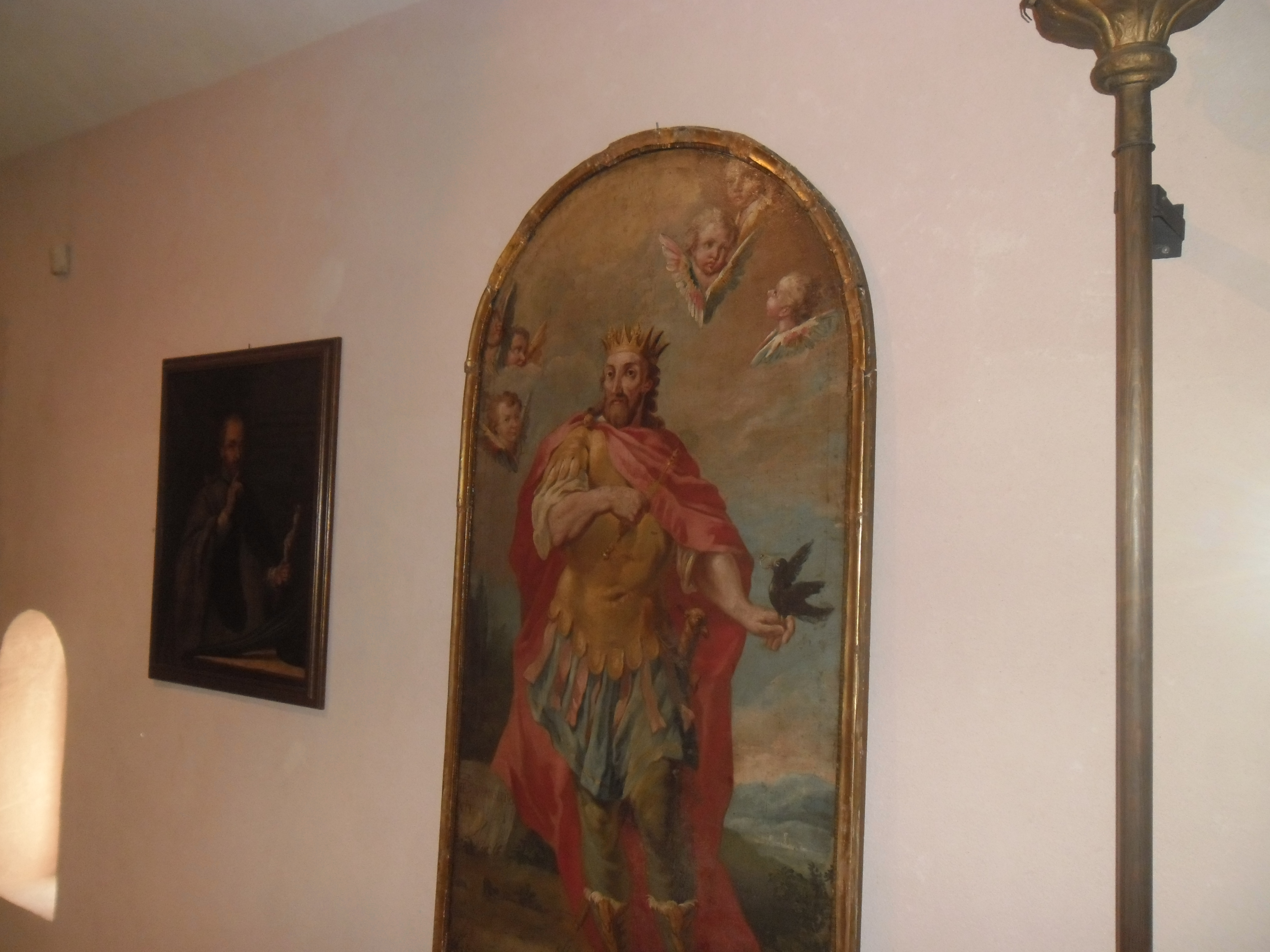
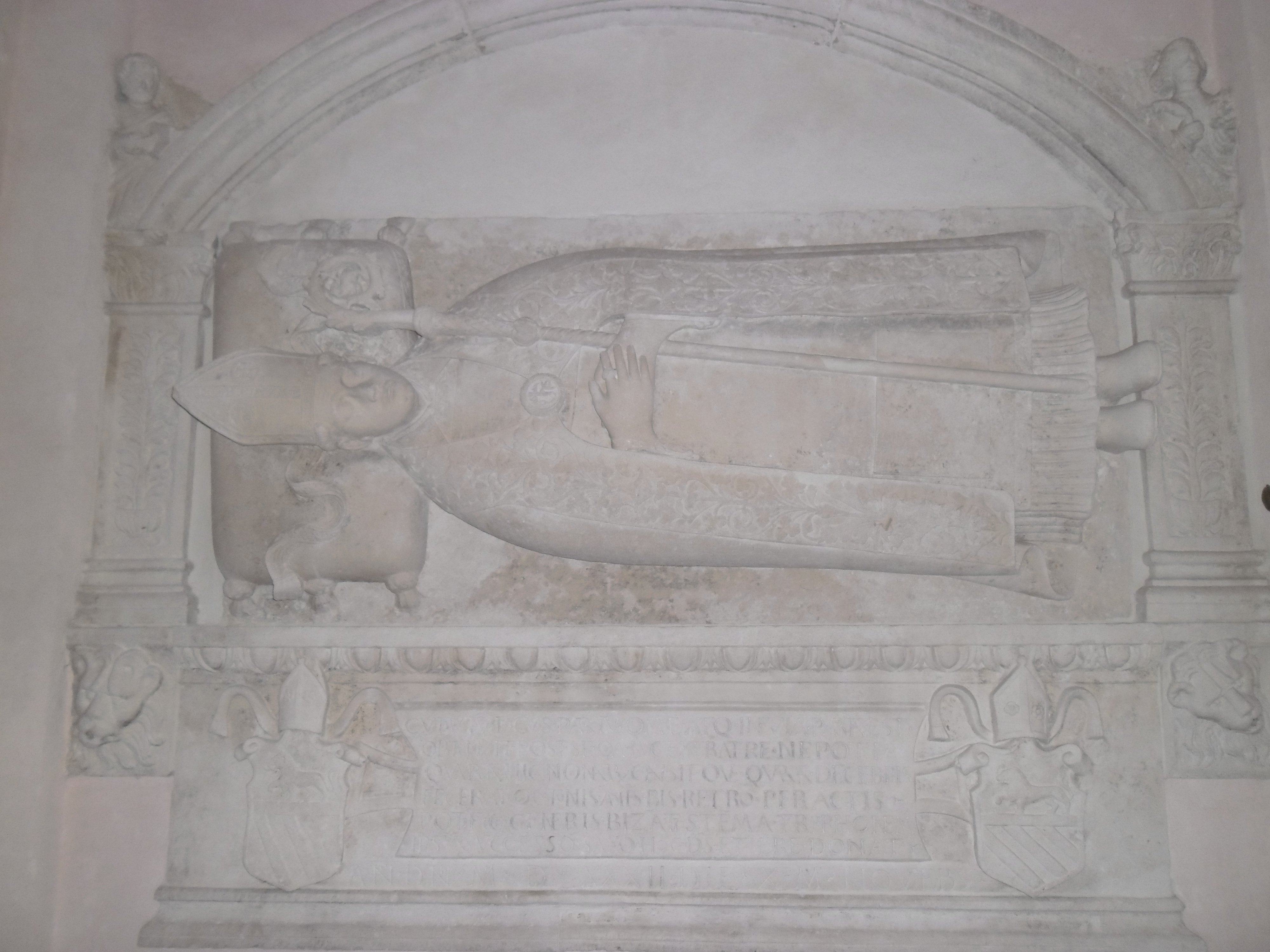
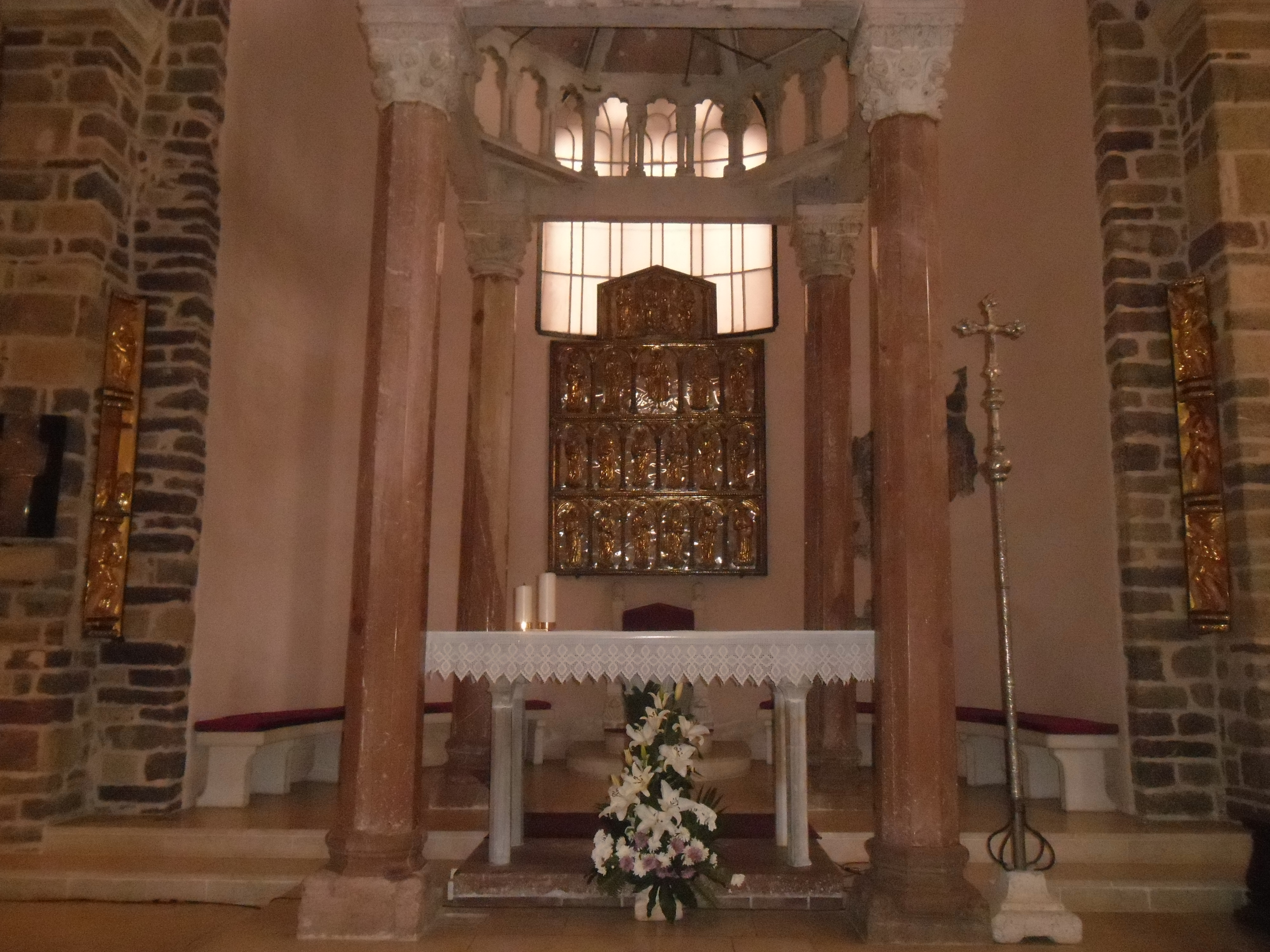
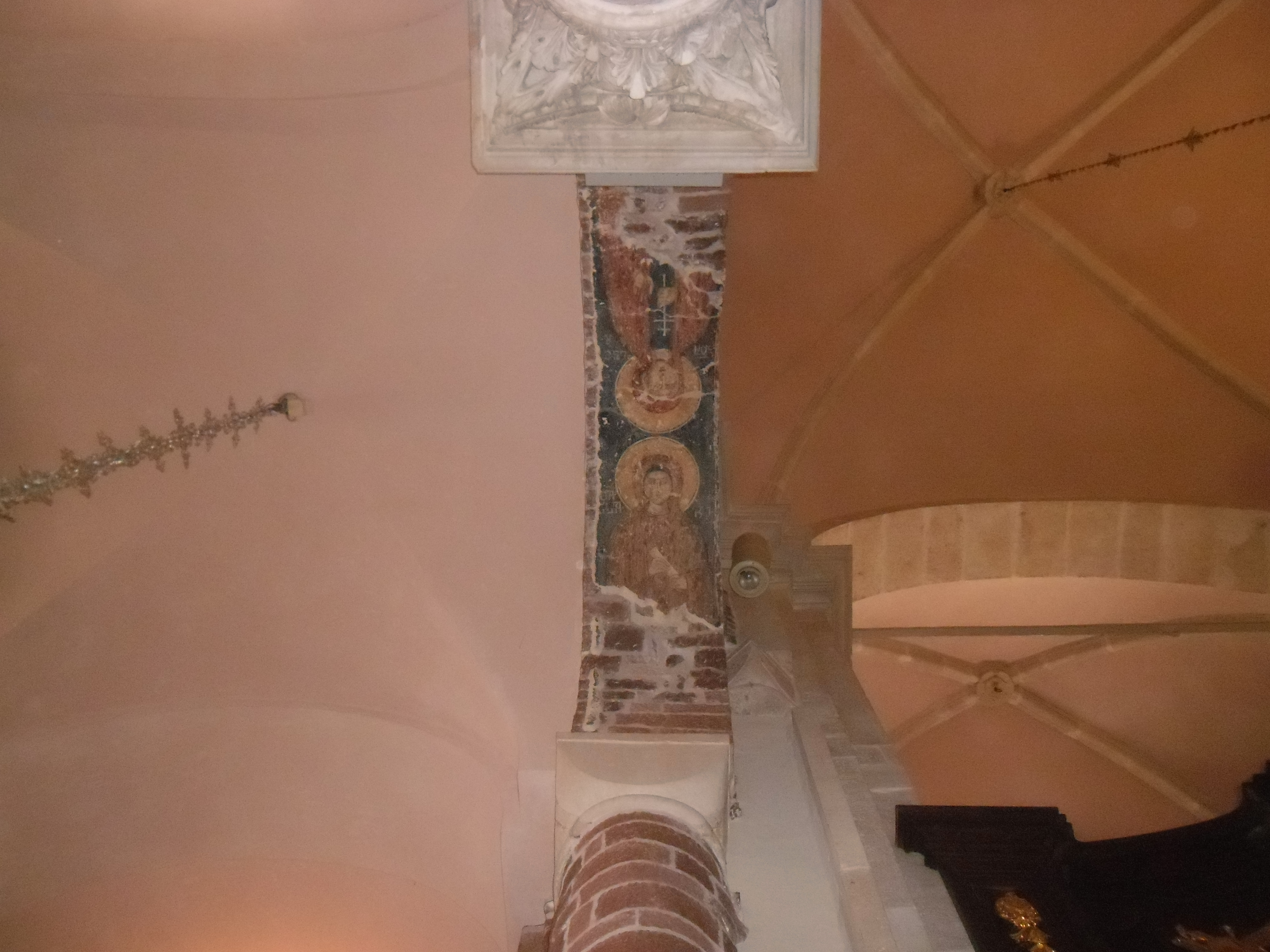
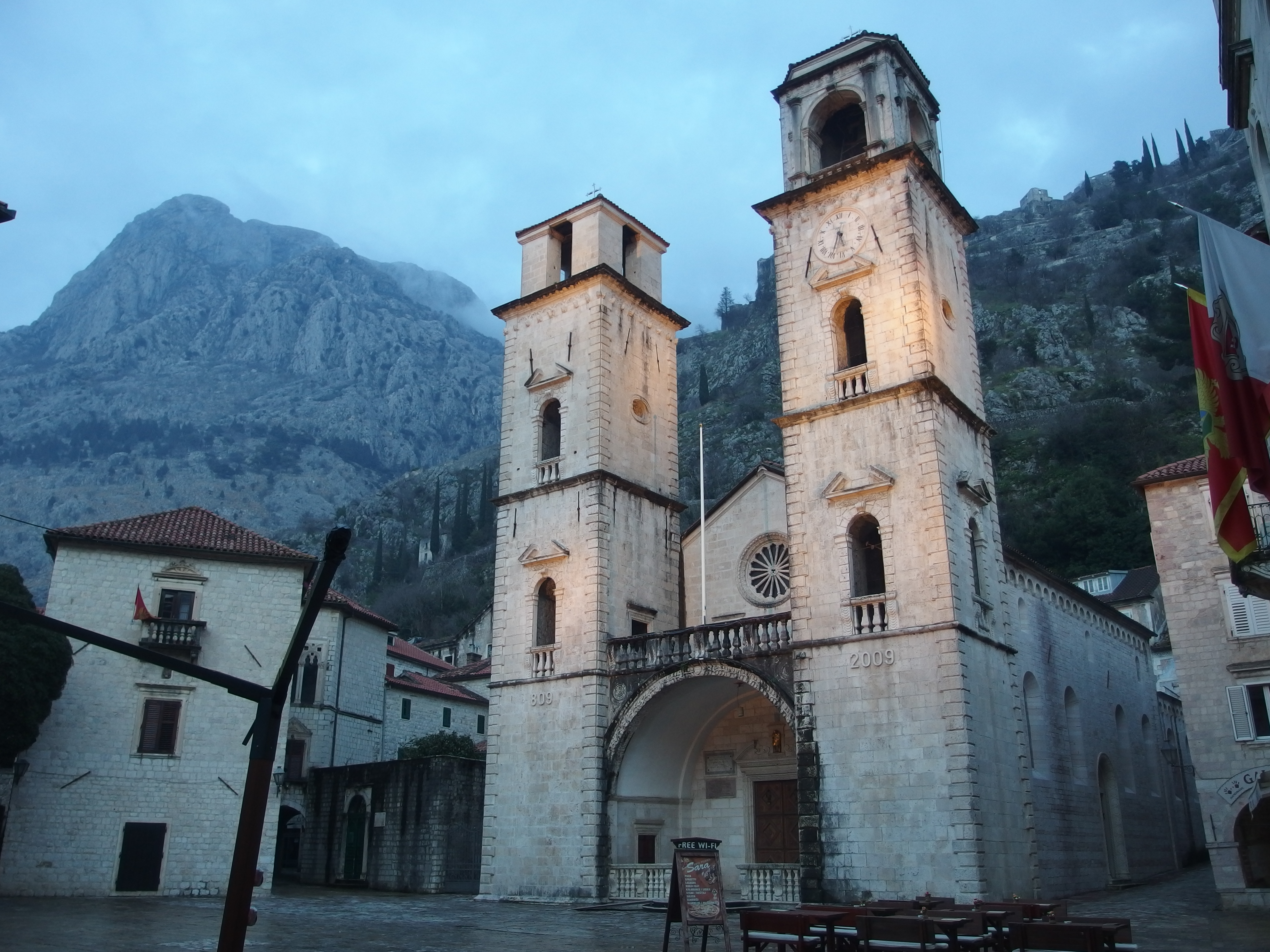
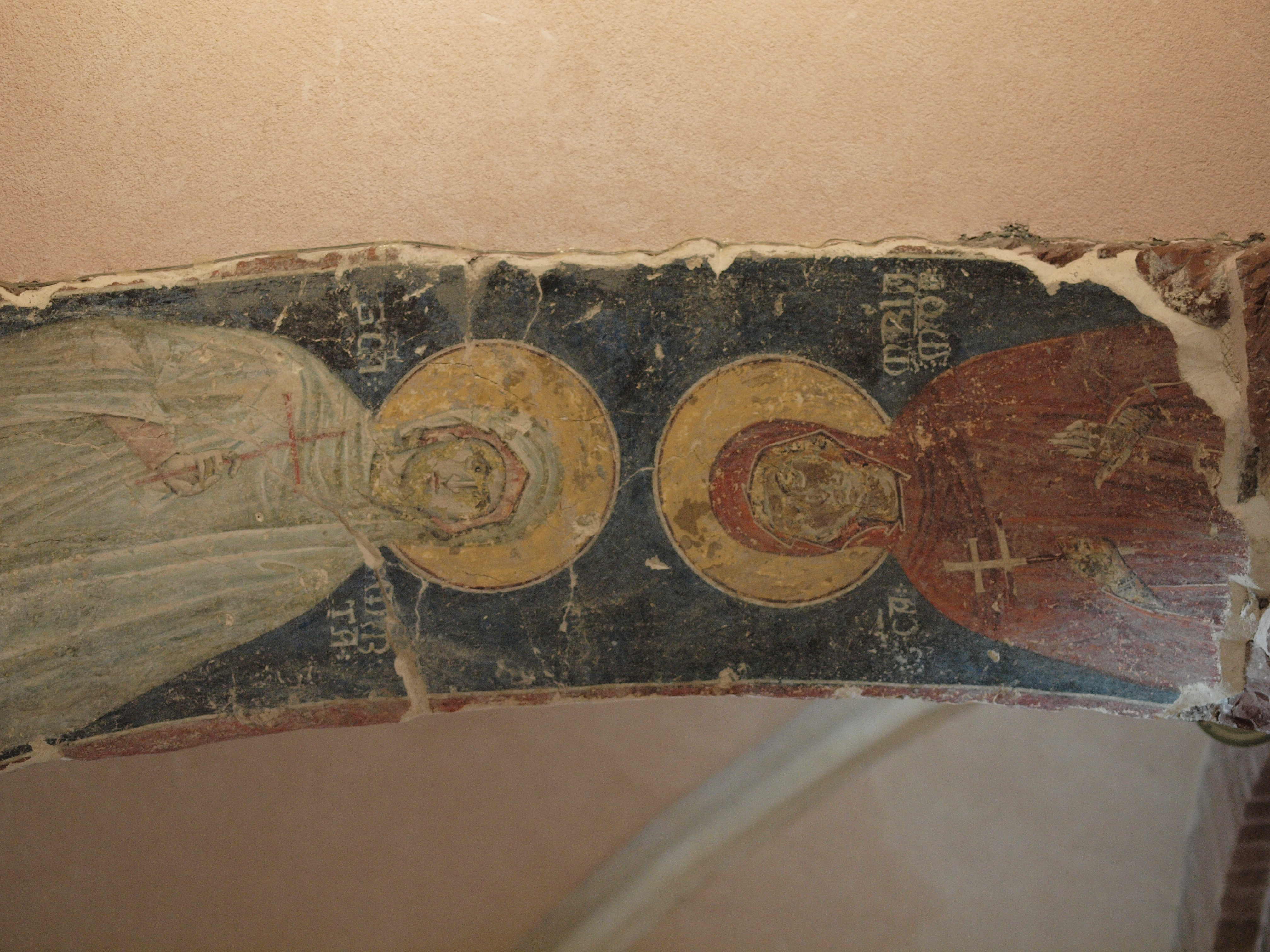
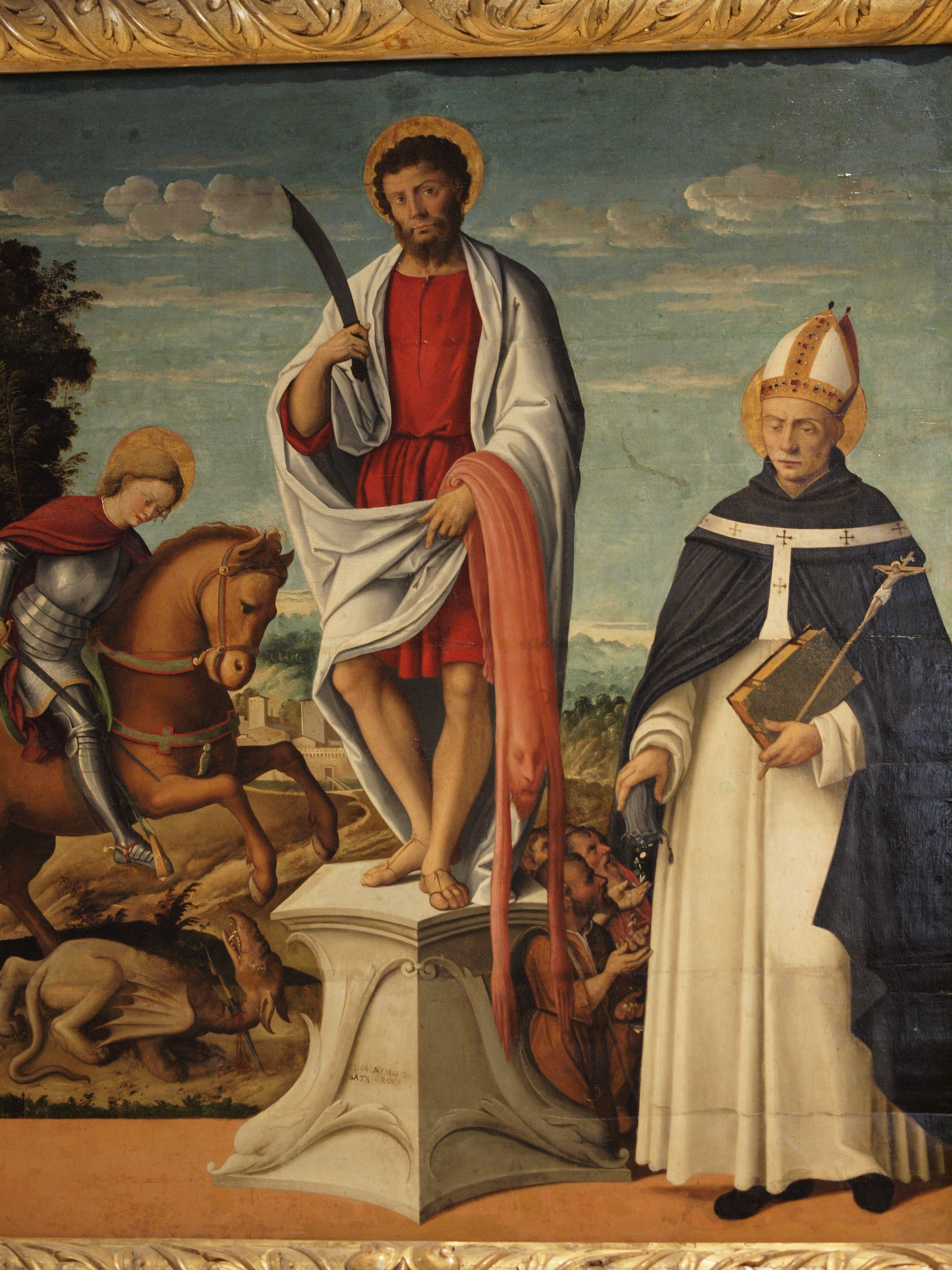
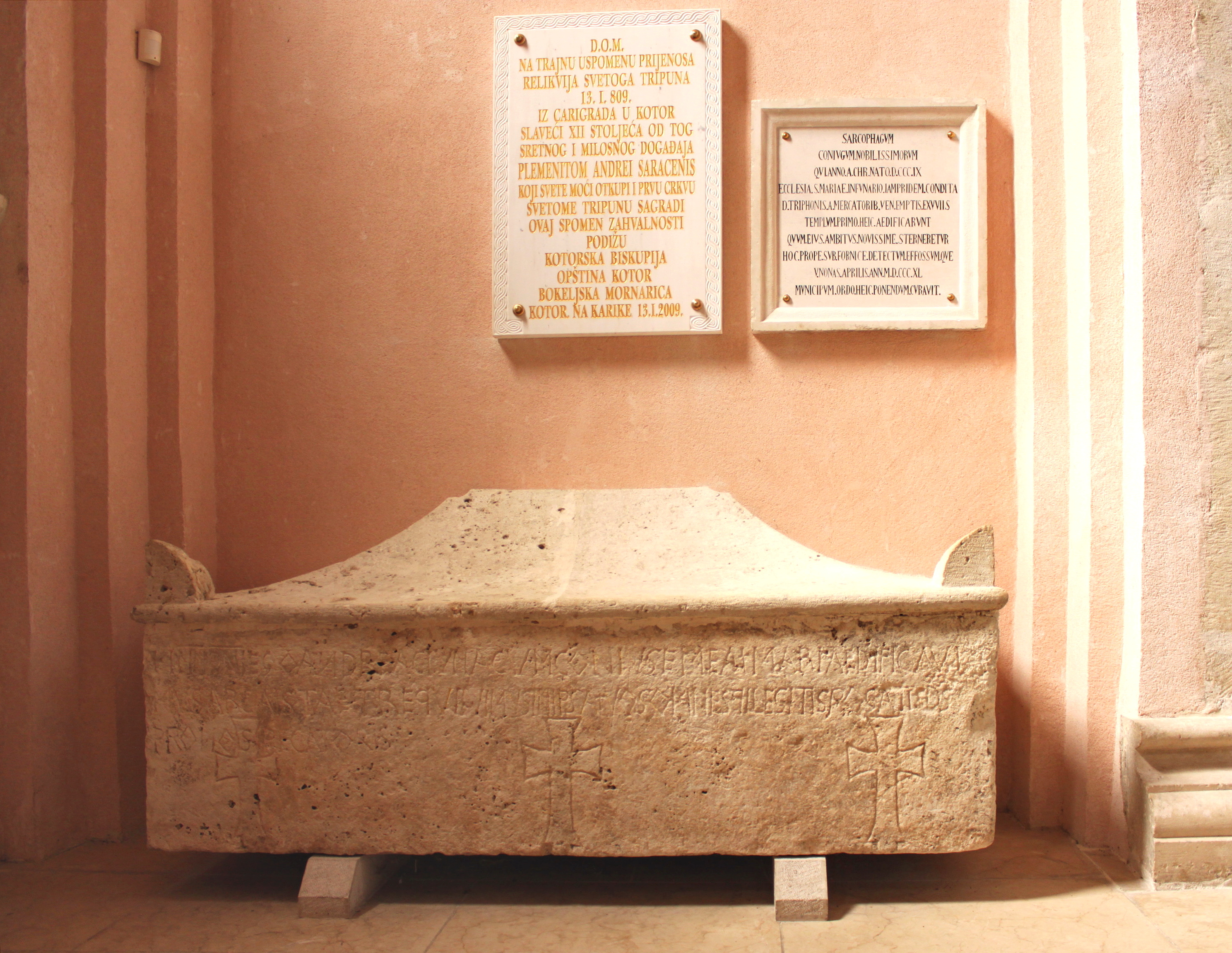
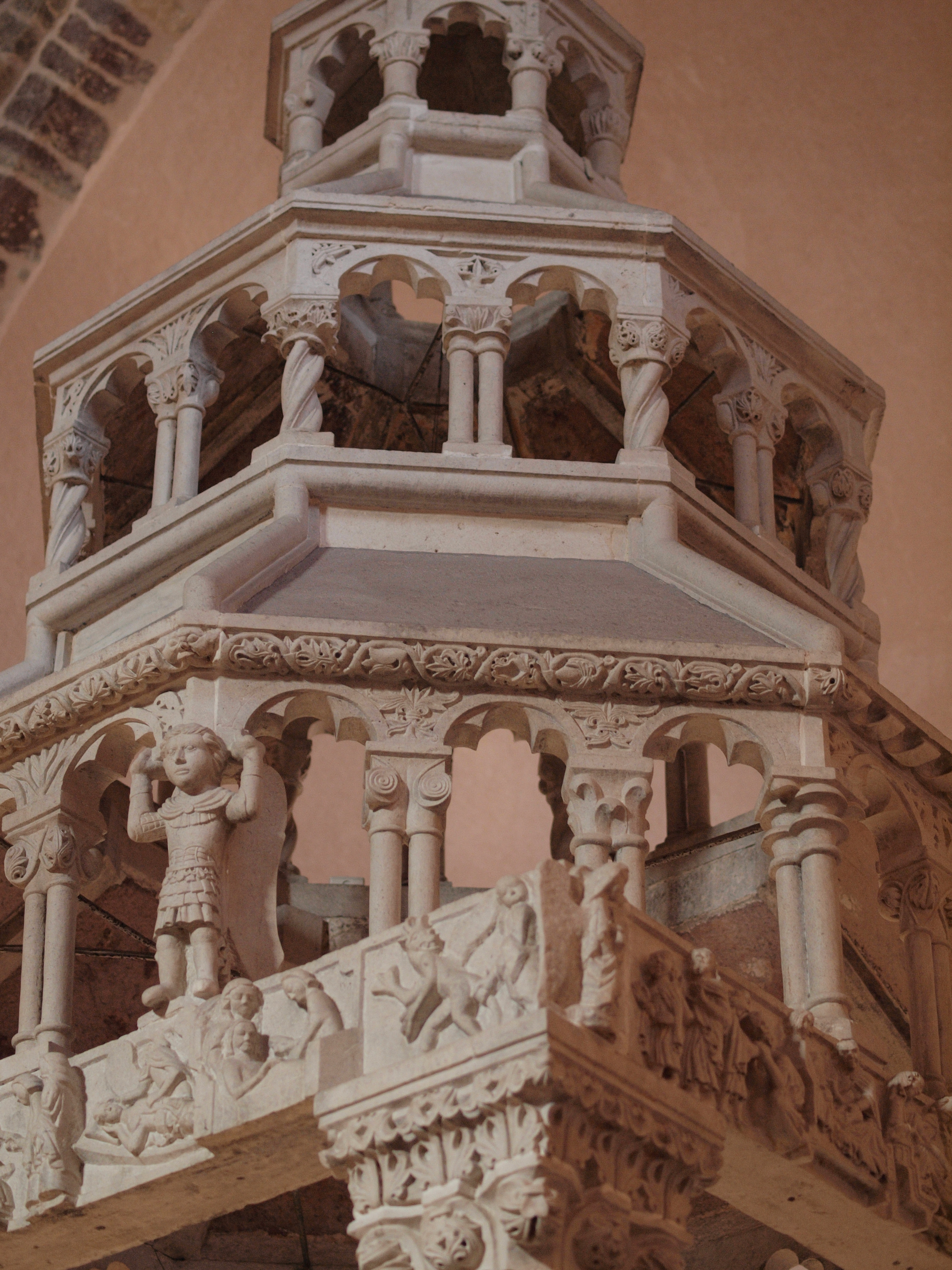